# Baai van Havana

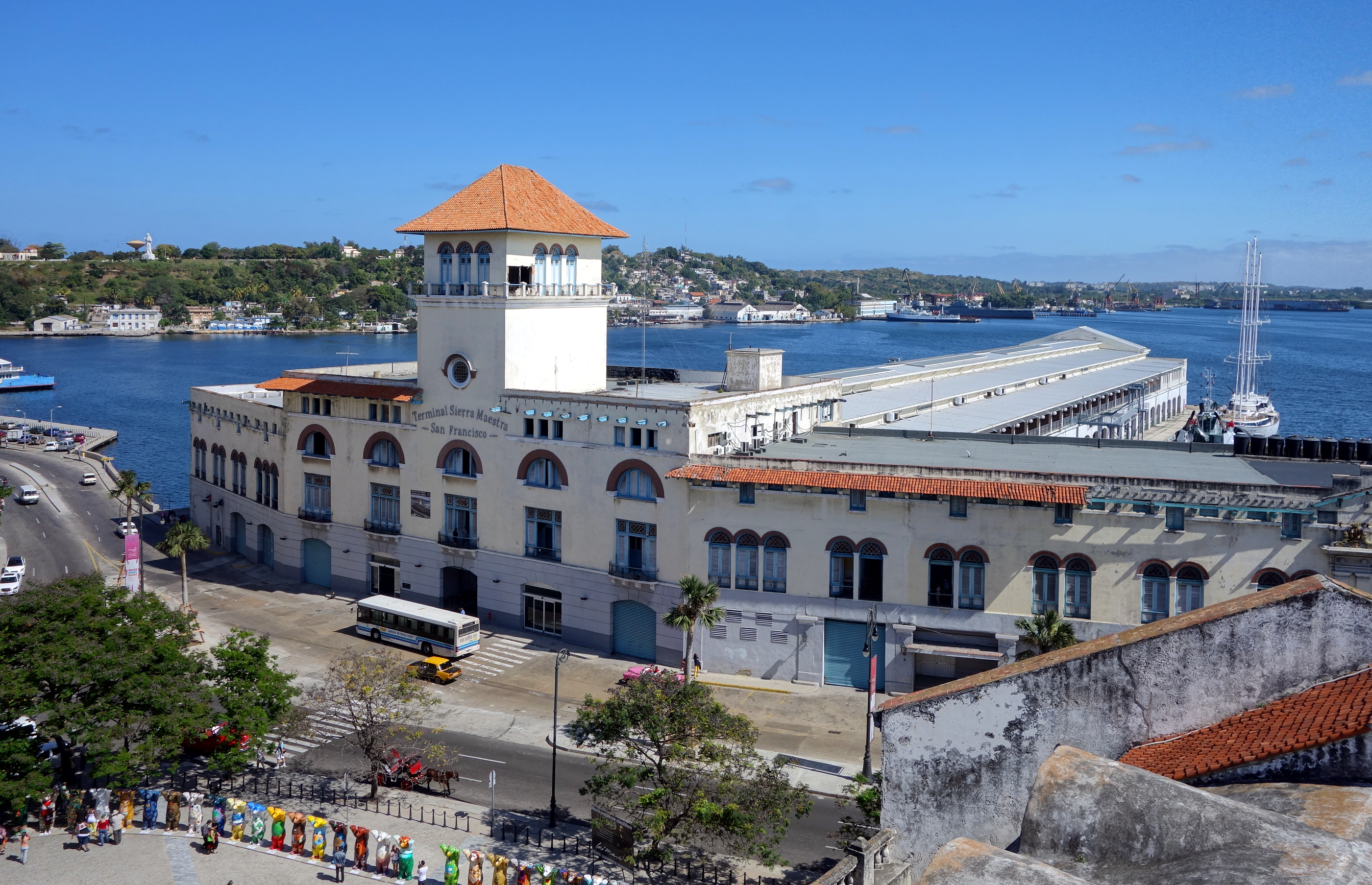
Cruiseterminal

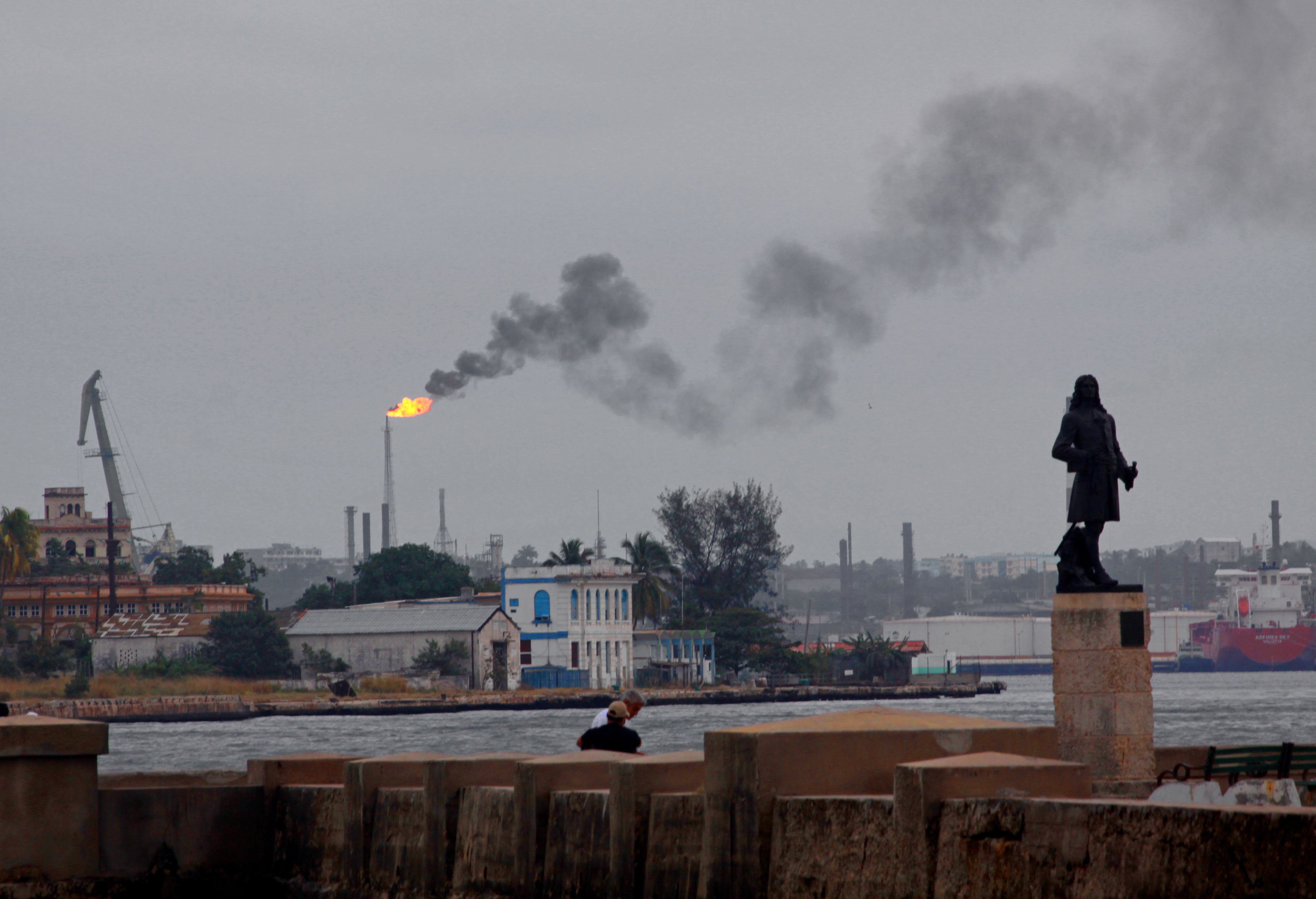
Zicht over de baai met een raffinaderij op de achtergrond

De Baai van Havana (Spaans: Bahía de La Habana) is een baai bij de Cubaanse hoofdstad Havana. Het steekt diep in het land en er is een smalle opening met Straat van Florida. De baai is sinds het begin van de Spaanse ontdekkingsreizen een veilige ankerplaats voor de scheepvaart. Het is de locatie van de haven van Havana.
Het ligt strategisch en op een economisch gunstige locatie waar de Straat van Florida de Golf van Mexico en de Atlantische Oceaan met elkaar verbindt. De baai heeft een oppervlakte van 5,2 km² en een kustlijn van 18 kilometer. De gemiddelde diepte is zo'n 9 meter. De breedte van de toegang is minimaal 220 meter en maximaal 330 meter en is 1,5 kilometer lang. 
De baai is sterk vervuild vanwege de lozing van rioolwater van de stad, het scheepvaartverkeer en de industrie om de baai heen.
De havenbeheerder is het staatsbedrijf Empresa Terminales Mambisas de la Habana. De haven is de belangrijkste en grootste van het land.

## Geschiedenis
Na de Spaanse ontdekking begon in 1519 het economische, politieke en sociale leven van de toenmalige Villa de San Cristóbal de la Habana. De groei kreeg een extra impuls toen in 1553 de Spaanse gouverneur verhuisde van Santiago de Cuba naar Havana.
Vanaf 1561 was de baai de verzamelplaats van schepen, met onder andere zilver uit het tegenwoordige Mexico en Peru, voor de gezamenlijke reis naar Spanje. Door in konvooi te varen werd de kans op een aanval door piraten of buitenlandse mogendheden verkleind. De stad kwam tot ontwikkeling en de eerste huizen, magazijnen en openbare gebouwen werden gebouwd langs de kustlijn van de baai.
In de 16e eeuw was de plaats een doelwit voor piraten. Deze aanvallen, maar ook de strijd met Frankrijk, Engeland en Nederland, maakte een sterk verdedigingssysteem noodzakelijk om de baai, de haven en de stad te beschermen. Diverse forten werden gebouwd waaronder het Castillo de los Tres Reyes Magos del Morro (1589-1630) bij de toegang tot de baai. De veiligheid was daarmee niet gegarandeerd want in augustus 1762 werd de stad ingenomen door Engelse troepen. Na een belegering van drie maanden viel de stad en de Engelsen verbleven er een halfjaar. In het vredesverdrag dat een einde maakte aan de Zevenjarige Oorlog (1756-1763) kwam de stad weer in Spaanse handen. De Engelse bezetting leidde tot meer handel tussen Europa en de Spaanse koloniën. Suikerplantages kwamen tot ontwikkeling waarvoor ook veel slaven nodig waren. In de 18e eeuw werden de handelsbelemmeringen verder afgezwakt en de stad kreeg naast Spaanse immigranten ook mensen uit Engeland, Frankrijk en Duitsland.
In algemene zin was de indeling van de haven als volgt: van het Castillo de la Real Fuerza tot de Plaza de San Francisco waren de belangrijkste dokken voor de zeescheepvaart. Van de Muelle de Luz tot de Baluarte de San Isidro waren de faciliteiten voor passagiers en goederen die binnen de baai werden vervoerd en tot slot het Arsenal Muelle, dat werd gebruikt voor de bouw en reparatie van schepen.
Aan het einde van de 19e eeuw verschoven de belangrijkste openbare ruimtes en daarmee het sociale leven van Havana naar de gebieden buiten de stad, waarbij niet alleen het sociale beeld van de kustlijn van de haven achteruitging, maar ook het behoud ervan.
Op 15 februari 1898 explodeerde het Amerikaanse slagschip USS Maine in de haven van Havana. Dit was mede de aanleiding voor de Spaans-Amerikaanse Oorlog. Spanje verloor deze oorlog en ook Cuba. De Verenigde Staten kregen het eiland onder beheer en in de beginjaren (1898-1902) werden de haveninfrastructuur en het wegennet uitgebreid en verbeterd.
Op 4 maart 1960 ontplofte het Franse vrachtschip La Coubre in de haven. Het had een lading van 76 ton Belgische munitie aan boord. Tijdens het lossen aan de kade kwam het rond 15.10 uur tot een explosie. Een half uur later, nadat honderden mensen waren toegestroomd om de gewonden te helpen, volgde een tweede, nog krachtiger explosie. De gebeurtenis kostte naar schatting 75 tot 100 personen het leven en er vielen zo'n 200 gewonden.
In het zuidoosten van de baai, bij Regla is een raffinaderij. Er waren er twee, waarvan de grootste in 1895 werd gebouwd en deze kwam in 1922 volledig in handen van Amerikaanse Standard Oil Company. In 1957 werd de capaciteit fors uitgebreid van 9300 naar 34.500 vaten per dag. Er werd vooral olie uit Venezuela verwerkt. Na de Cubaanse Revolutie werd de Sovjet-Unie de belangrijkste olieleverancier, maar deze olie was van andere kwaliteit en de raffinaderij moest worden aangepast. De maatschappij was hiertoe niet bereid met als gevolg dat het bedrijf in medio 1960 werd genationaliseerd. Direct er naast lag een iets kleinere raffinaderij van Shell. De twee werden samengevoegd en zijn verder gegaan onder de nieuwe naam Nico Lopez raffinaderij.
In opdracht van president Fulgencio Batista werd eind jaren vijftig de Havanatunnel aangelegd. Deze ligt onder het toegangskanaal naar de baai en verbindt het oude centrum van Havana met de oostzijde van de baai. Door de tunnel is de maximale diepgang van de schepen gelimiteerd op zo'n 9,5 meter. Dit is onvoldoende voor de grootste containerschepen en sinds 2010 is Cuba bezig met de ontwikkeling van een nieuwe containerterminal bij Mariel, op 45 kilometer ten westen van Havana. in 2014 werden hier de eerste schepen ontvangen. Havana blijft de aanloophaven voor cruiseschepen. 